# دوري كرة القدم الأمريكية 1982
دوري كرة القدم الأمريكية 1982 هو موسم من دوري كرة القدم الأمريكية ‏. فاز فيه Detroit Express (1981–1983) ‏.